# سوفی انتاماتن
سوفی انتاماتن (انگلیسی: Sophie Anthamatten؛ زادهٔ ۲۶ ژوئیهٔ ۱۹۹۱) بازیکن هاکی روی یخ اهل سوئیس است.